# Keťasení
Jako tzv. keťasení se označovalo přeprodávání zboží na černém trhu v období první světové války a krátce po ní po vzniku první československé republiky. Pojem vznik zkomolením a počeštěním původního německého výrazu Kettengeschäft, resp. Kettenhändler pro vykonavatele takové činnosti. Později byla tato činnost označována pojmem šmelina nebo profitování. 

## První světová válka
Již na začátku první světové války došlo v Rakousko-Uhersku (a tedy i v českých zemích) k problémům se zásobováním civilního obyvatelstva potravinami. Vlády Předlitavska i Zalitavska na tuto situaci reagovaly státní kontrolou celého sektoru potravin, zavedením přídělového systému, aprovizace apod. Opatření měla zamezit rychlému růstu cen a zajistit dostupnost potravin. Ve výsledku však znamenala spíše rozvoj černého trhu, nedostatek potravin v obchodech a nakonec i nepokoje obyvatelstva (hladové bouře) a vzpoury v řadách armády i námořnictva. 
Tzv. keťasové, kteří se této činnosti věnovali, přeprodávali dostupné potraviny na černém trhu za horentní sumy těm, kteří si je stále ještě mohli dovolit. Praxe demoralizovala civilní obyvatelstvo a byla předmětem řady kritik tehdejšího tisku. Veřejnost, která musela kupovat potraviny ve výši stále se snižujících oficiálních přídělů mnohdy narážela na chybějící chléb, mouku, cukr a další jen proto, že zboží bylo přeprodáno překupníkům, aby mohlo být prodáno na černém trhu. Ceny některých druhů potravin dosahovaly i desetinásobku toho, co měly stát oficiálně.
Během války bylo keťasení trestáno peněžními tresty i odnětím svobody.

## Vznik Československa
I po vzniku první republiky na podzim roku 1918 zůstávaly poměry z hlediska zásobování potravinami ale i zbožím stále složité. Nová republika se musela vypořádat s ekonomickým rozvratem, které způsobily čtyři roky války. Omezení a přídělový systém i nadále zůstávaly v platnosti. Jen v roce 1919 se konala řada demonstrací proti keťasení. Napjatou atmosféru např. představovaly šibenice, které si demonstranti donesli na shromáždění pro výstrahu překupníkům. Domnělí překupníci byli napadáni, za keťasy byli označováni často i obézní lidé. Rozšířily se stávky a následovala kritika československé vlády, že problém přehlíží. Nově vzniklá republika se proto rozhodla učinit opatření. Zřízeno bylo Ministerstvo pro zásobování lidu, které mělo za cíl dohlížet nad zlepšením dostupnosti potravin. Vláda rovněž nechala zřídit tzv. lidové cenové soudy a později lichevní soudy, které měly posuzovat jednotlivé případy. Instituce prošetřovaly až tisíce případů ročně. Zabavováno bylo zboží v hodnotách milionů korun. 